# Euphyia araceneata
Euphyia araceneata là một loài bướm đêm trong họ Geometridae.